# St. Bonifacius
St. Bonifacius – miasto w Stanach Zjednoczonych, w stanie Minnesota, w hrabstwie Hennepin.